# Benjamin Alire Sáenz
Benjamin Alire Sáenz (ur. 16 sierpnia 1954 w hrabstwie Doña Ana) – amerykański poeta, prozaik i autor książek dla dzieci.

## Życiorys
Wychował się w okolicy Las Cruces. Studiował na St. Thomas Seminary w Denver w Kolorado oraz University of Texas w El Paso. W dalszym ciągu mieszka w El Paso. Przez 15 lat był w związku małżeńskim z kobietą, ale w 2009 roku ujawnił się jako osoba homoseksualna i złożył pozew o rozwód. Miał wówczas 54 lata.
W 2013 został pierwszym Latynosem, który zdobył prestiżową nagrodę  PEN/Faulkner Book Award for Fiction za książkę Everything Begins and Ends at the Kentucky Club.

## Twórczość

### Publikacje w prasie online
- „Students I See Every Day”, Santa Fe Poetry Broadside, Numer #31, luty, 2003[4]
- Do Not Mind the Bombs, Narrative Magazine[5]

### Poezja
- Calendar of Dust, Broken Moon Press, 1991
- Dark and Perfect Angels, Cinco Puntos Press, 1995
- Elegies in Blue, Cinco Puntos Press, 2002
- Dreaming the End of War, Copper Canyon Press, 2006.
- The Book of What Remain, Copper Canyon Press, 2010

### Opowiadania
- Flowers for the Broken. Broken Moon Press, 1992[6]
- Everything Begins and Ends at the Kentucky Club, Cinco Puntos Press, 2012

### Powieści
- Carry Me Like Water, Hyperion, 1995
- The House of Forgetting, HarperCollins, 1997
- In Perfect Light. HarperCollins, 2008
- Names on a Map, Harper Perennial, 2008

### PowieściYoung Adult
- Sammy and Juliana in Hollywood, Cinco Puntos Press, 2004
- He Forgot to Say Goodbye, Simon & Schuster Children's Publishing, 2008
- Last Night I Sang to the Monster, Cinco Puntos Press 2009
- Arystoteles i Dante odkrywają sekrety wszechświata (Aristotle and Dante Discover the Secrets of the Universe, Simon & Schuster Books for Young Readers, 2012)
- The Inexplicable Logic of My Life, Clarion Books, 2017
- Arystoteles i Dante przepadają w toni życia (Aristotle and Dante Dive into the Waters of the World, Simon & Schuster Books for Young Readers, 2021)

### Książki dla dzieci
- A Gift from Papa Dryiego, Bt Bound, 1999
- Grandma Fina and Her Wonderful Umbrellas, Illustrator Geronimo Garcia, Cinco Puntos Press, 2001
- A Perfect Season for Dreaming, Cinco Puntos Press 2008
- The Dog Who Loved Tortillas, Cinco Puntos Press 2009

### Antologie
- Dagoberto Gilb, red. (2008). „The Unchronicled Death of Your Holy Father; Fences”. Hecho en Tejas: An Anthology of Texas-Mexican Literature. UNM Press.
- X. J. Kennedy; Dana Gioia, red. (2005). An introduction to poetry. Pearson Longman
- „To the Desert”, "Resurrections”, Twentieth Century American Poetry (2004), edited by Dana Gioia, McGraw Hill